# 西谷村 (福井県)

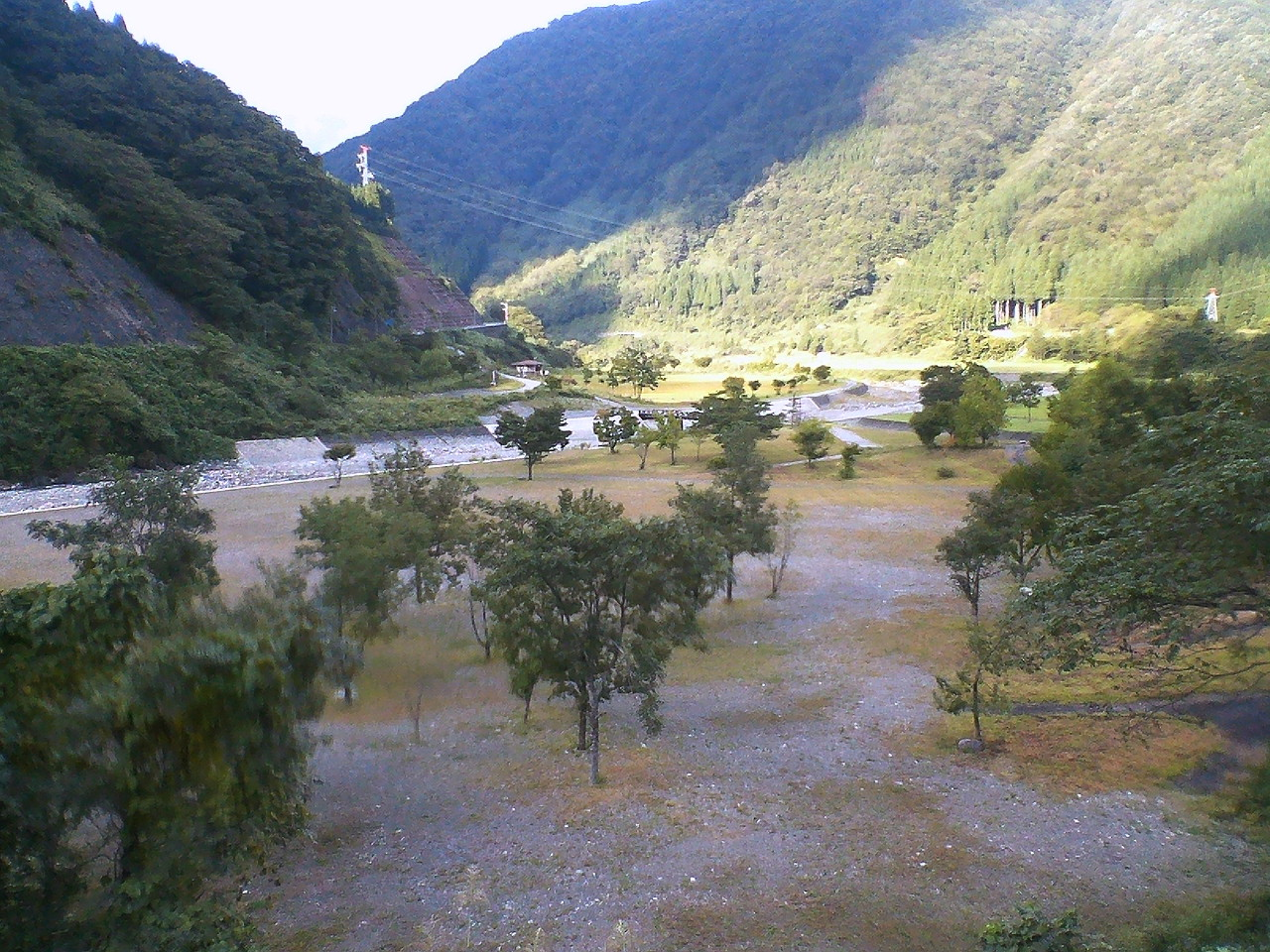
中島集落(麻那姫湖青少年旅行村)

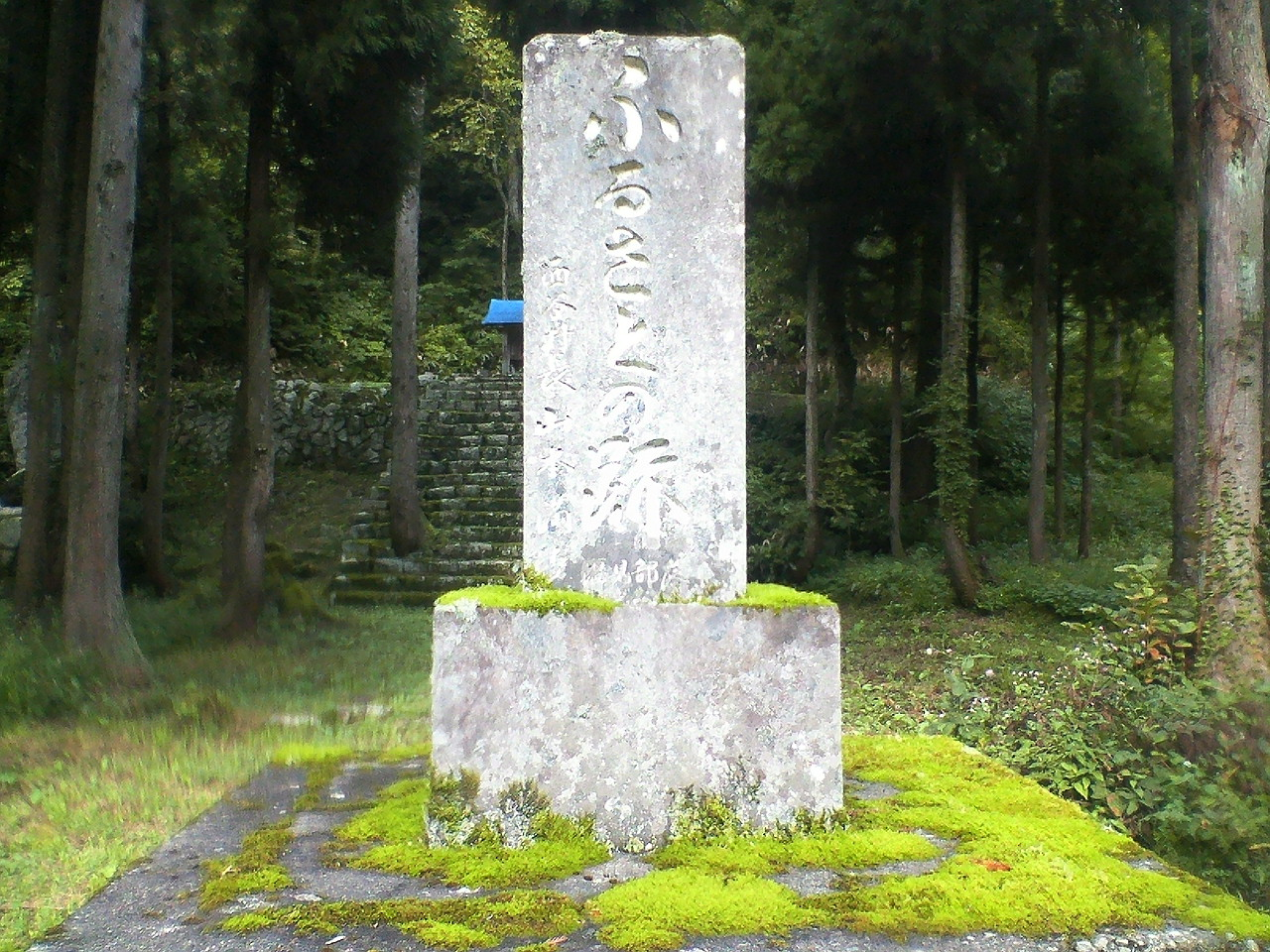
温見集落の「ふるさとの跡」

西谷村（にしたにむら）は、福井県の南東部にあった大野郡の村。1970年7月1日、大野市に編入され、消滅した。

## 概要
面積は198km2。11の集落があり、1960年の国勢調査では人口1,605人だった。現在の大野市の南部一帯に当たる。
1959年の笹生川ダムの建設に伴って3集落が水没することとなり離村、また1963年の三八豪雪の被害により3集落が離村。残った集落も1965年9月15日の「四〇・九風水害」によって壊滅的な被害を受けた。その後一旦は復興へ話が進むも、1966年に九頭竜川支流の真名川に真名川ダムが建設されることになり、非水没集落も含めた全住民の集団離村が決定。村民は大野市を中心に県内外の各地に居を移した。大野市は市内への移住や就業を希望した村民を受け入れるため、1966年に大野市下据（旧大野郡上庄村）に集合住宅「市営西谷団地」（20棟80戸）を建設した。1969年には新しい行政区名を西谷村民から公募し、「西里」と命名。「市営西里団地」となった。1969年11月、西里団地近傍の同市篠座に「西谷神社」を創建、村内各地の神社を合祀した。
1970年7月1日、西谷村は廃村となり、全域が大野市に編入された。西谷神社は氏子減少により2015年、篠座神社に合祀され廃社となった。「市営西里団地」は建設後50年を超えて建物の耐用年数が過ぎたため、入居者を他の市営住宅に転居させ、解体されることになった。
なお、徳山ダムの建設で廃村となった岐阜県徳山村とは山一つ隔てているのみで、地理的には隣接していたが、同村とを直接つなぐ幹線道路はなかった。

## 集落
- 小沢
- 下秋生
- 上秋生
- 本戸（準水没扱い）
  - 以上4集落は笹生川ダム建設により離村。
- 巣原（準水没扱い）
- 熊河
- 温見（準水没扱い） - 現在も岐阜県境の「温見峠」にその名が残る
  - 以上3集落は三八豪雪により離村。後に雲川ダムが建設される。
- 中島
- 上笹又
- 下笹又
- 黒当戸（準水没扱い）
  - 以上4集落は四〇・九風水害で甚大な被害。下笹又は真名川ダム建設によって水没

## 交通
京福大野駅（現・大野三番）から村内「中島」停留所まで京福バスの路線があったが、廃村に際して廃止となった。

## 現況
現在は西谷村の中心集落だった中島（現在の大野市中島）に麻那姫湖青少年旅行村が整備され、夏を中心にレジャーやキャンプを目的に観光客が訪れている。また、国道157号の脇には離村集落ごとに「ふるさとの碑」が建立されているほか、石垣や水車など生活の遺構も見ることができる。また、夏にはかつての住民やその子などが農業などをしている。冬は深い雪に閉ざされ道路も通行止めになるため、訪れるものは皆無である。